# Наумов, Александр Николаевич
Александр Николаевич Наумов (2 октября 1868 — 3 августа 1950) — русский общественный и государственный деятель, камергер (06.12.1906), действительный статский советник (06.12.1911), член Государственного совета по выборам, министр земледелия в 1915—1916 годах.

## Биография
Происходил из потомственных дворян Самарской губернии Наумовых. Этот род постановлениями Симбирского дворянского собрания 10.10.1796 и 26.3.1812 гг. был признан, а 12.4.1843 г. подтверждён в древнем дворянском достоинстве; однако Департаментом герольдии не был утверждён, в результате чего был внесён во II часть дворянской родословной книги Самарской губернии. Отец, Николай Михайлович Наумов (1835—1903), был предводителем дворянства Ставропольского уезда Самарской губернии (1866—1872). Мать — Прасковья Николаевна (1840—1917), родилась в селе Вослом Рыбинского уезда Ярославской губернии в семье князя Николая Васильевича Ухтомского и Елизаветы Алексеевны, урождённой Наумовой. 
У Александра Николаевича было ещё два брата: Дмитрий (1862—1898) и двоюродный брат Николай (1864—1910).
Окончил Симбирскую классическую гимназию в 1887 году с серебряной медалью (золотую получил Владимир Ульянов, с которым Наумов в течение шести лет сидел за одной партой) и юридический факультет Московского университета.
В 1892 году начал службу кандидатом на судебные должности при Московской судебной палате. С 1893 года — земский начальник Ставропольского уезда. С 1902 — Ставропольский уездный предводитель дворянства. В 1894 году избран гласным Ставропольского уездного земства. С 1905 года и вплоть до назначения министром земледелия в 1915 году — самарский губернский предводитель дворянства. С декабря 1906 г. — камергер Двора Его Императорского Величества, с декабря 1908 г. — в должности егермейстера. Был членом, а затем председателем Самарской губернской земской управы. Печатался в газете «Голос Самары». Был избран почётным гражданином Ставрополя (1908) и Самары (1911).
Осенью 1905 года основал местную умеренно-правую «Партию порядка на основании манифеста 17 октября». С 1906 года, как предводитель дворянства, состоял членом Постоянного Совета Объединённых Дворянских Обществ России. 
Был землевладельцем Ставропольского уезда Самарской губернии (на 1917 год — 5207 десятин земли с усадьбой при селе Головкине) и от Самарского губернского земства в 1909—1916 годах избирался членом Государственного совета; принадлежал к группе правых, затем группе правого центра. 
С 6 декабря 1911 года — действительный статский советник. В 1911 году получил по статуту орден Св. Владимира 3-й степени, в 1913 году — орден Св. Станислава 1-й степени.
1 августа 1915 года Наумов был назначен членом Верховной следственной комиссии, расследовавшей злоупотребления высших военных чинов при военных поставках. С 10 ноября 1915 по 21 июля 1916 гг. — министр земледелия и председатель Особого совещания по продовольственному делу; в кабинете принадлежал к либеральной группе министров. Александр Николаевич не захотел служить в правительстве Б. В. Штюрмера. После назначения последнего председателем Совета министров Наумов доложил Николаю II, что «нынешний премьер достойным помощником ему (Государю) быть не может» и вскоре после этого был отправлен в отставку.
После Октябрьской революции до 1920 года жил в Крыму. На даче «Горзувита» купленной ранее в 1910 году у наследников князя Кавкасидзе Наумовы прожили послереволюционные, 1917—1920 годы — тогда дача «оказалась для всей многочисленной нашей семьи незаменимым кровом. Она дала нам домашний уют и хлеб насущный, в виде обильных и огородных урожаев, которые нас питали во время полного нашего материального оскудения. „Гурзувитта“ оказалась тем последним небольшим, но драгоценным кусочком родной русской земли, за который мы цепко держались, пока девятый вал безудержной революционной стихии не смыл всех нас, выкинув сначала в Стамбул, а затем перекинув наши беженские тела на юг далёкой Франции».
Затем после Крымской эвакуации в эмиграции.
Автор мемуаров: Из уцелевших воспоминаний. 1868—1917 : В 2-х кн.. — Нью-Йорк: Изд. А. К. Наумовой и О. А. Кусевицкой, 1954. — 583 с.. Интересные свидетельства в мемуарах относятся к Симбирску, Ставрополю, Самаре, деятельности губернских земств. Будучи врагом советской власти, высоко оценивал своего одноклассника В. Ульянова:
Способности он имел совершенно исключительные, обладал огромной памятью, отличался ненасытной научной любознательностью и необычайной работоспособностью... Воистину, это была ходячая энциклопедия, полезно-справочная для его товарищей и служившая всеобщей гордостью для его учителей... По характеру своему Ульянов был ровного и скорее весёлого нрава, но до чрезвычайности скрытен и в товарищеских отношениях холоден: он ни с кем не дружил, со всеми был на "вы"... в классе он пользовался среди всех его товарищей большим уважением и деловым авторитетом, но вместе с тем, нельзя сказать, что бы его любили, скорее - ценили.
Скончался 3 августа 1950 года в Ницце.Похоронен в г.Ницца , Департамент Приморские Альпы , Прованс-Альпы-Лазурный берег , Франция мемориальный код 110258916

## Семья
Жена, брак 1897 года — Анна Константиновна Ушкова (16 марта 1878, Елабуга — 6 января 1961 , г.Ленокс , округ Беркшир , Массачусетс , США участок 166 могила №5), дочь К. К. Ушкова, старшая сестра Н. К. Кусевицкой — второй жены С. А. Кусевицкого.
В семье родились четыре дочери и два сына:
- Мария (14.11.1898—16.04.1921, Ницца); была замужем, с 1916 года, за Н. В. Поливановым — сыном троюродной сестры А. Н. Наумова Марии Николаевны Языковой и симбирского губернского предводителя дворянства Владимира Николаевича Поливанова.
- Анна (3.3.1900—1993); вышла замуж за Сергея Николаевича Лейхтенбергского
- Ольга (2.7.1901, Самара — 13 января 1978, Нью-Йорк), третья жена С. А. Кусевицкого[10].Похоронена в Ленокс , Беркшир , Массачусетс , США вместе с мужем,мемориальный код 17673681
- Александр (7.6.1904—?); жил в Бразилии; жена — Дина де Маттос-Феррац графиня Сеньял.
- Параскева (Прасковья)(23.3.1906—1935)
- Николай (31.1.1911—?)

## Награды
- Орден Святого Станислава 2-й степени (06.12.1903)
- Орден Святого Владимира 4-й степени (06.12.1905)
- Высочайшая благодарность (18.04.1910)
- Орден Святого Владимира 3-й степени (22.09.1911)
- Орден Святого Станислава 1-й степени (03.12.1913)
- Высочайшая благодарность (08.01.1914)
- Орден Святой Анны 1-й степени (01.01.1916)

## Сочинения
Наумов А.Н. Из уцелевших воспоминаний. 1868-1917 / В 2-х томах. — Нью-Йорк, 1954. — С. 378+584.